# COVID-19-Pandemie in Kolumbien
Die COVID-19-Pandemie in Kolumbien tritt als regionales Teilgeschehen des weltweiten Ausbruchs der Atemwegserkrankung COVID-19 auf und beruht auf Infektionen mit dem Ende 2019 neu aufgetretenen Virus SARS-CoV-2 aus der Familie der Coronaviren. Die COVID-19-Pandemie breitet sich seit Dezember 2019 von China ausgehend aus. Ab dem 11. März 2020 stufte die Weltgesundheitsorganisation (WHO) das Ausbruchsgeschehen des neuartigen Coronavirus als Pandemie ein.

## Verlauf
Am 6. März 2020 wurde der erste COVID-19-Fall in Kolumbien bestätigt. In den WHO-Situationsberichten tauchte dieser Fall erstmals am 7. März 2020 auf.
Bis zum 22. April 2020 wurden von der WHO 3977 COVID-19-Fälle und 189 Todesfälle in Kolumbien bestätigt.

## Statistik
Die Fallzahlen entwickelten sich während der COVID-19-Pandemie in Kolumbien wie folgt:

### Infektionen

Bestätigte Infizierte in Kolumbien nach Daten der WHO. Oben kumuliert, unten Tageswerte

### Todesfälle

Bestätigte Todesfälle in Kolumbien nach Daten der WHO. Oben kumuliert, unten Tageswerte